# 매켄지 필립스
매켄지 필립스(Mackenzie Phillips, 1959년 11월 10일 ~ )는 미국의 배우, 가수이다.

## 출연 작품
- 걸 온 디 엣지 (2015, Girl on the Edge)
- 서버번 고딕 (2014)
- 쉬 메이드 뎀 두 잇 (2013)
- 피치 플럼 페어 (2011)
- 셀러브러티 리햅 위드 닥터 드류 (2008)
- 더 재킷 (2005)
- 더블 팀드 (2002)
- 시티 레인져 (1993)
- 러브 차일드 (1982)
- 청춘 낙서 2 (1979)
- 사랑의 유람선 (1977)
- 청춘 낙서 (1973)